# بات موريس
بات موريس (بالإنجليزية: Pat Morris)‏ هو سياسي أمريكي، ولد في 1960 في سان دييغو في الولايات المتحدة. حزبياً، نشط في الحزب الديمقراطي.